# El Sotol
El Sotol är en ort i Mexiko.   Den ligger i kommunen Venado och delstaten San Luis Potosí, i den centrala delen av landet, 400 km nordväst om huvudstaden Mexico City. El Sotol ligger 1 915 meter över havet och antalet invånare är 101.
Terrängen runt El Sotol är platt åt sydost, men åt nordväst är den kuperad. Runt El Sotol är det glesbefolkat, med 10 invånare per kvadratkilometer. Närmaste större samhälle är Polocote de Arriba, 2,4 km nordost om El Sotol. Omgivningarna runt El Sotol är i huvudsak ett öppet busklandskap.